# Harte Skov
Harte Skov er en offentlig skov, ejet af Naturstyrelsen, ved Brødsgårdsvej i Kolding Kommune på ca. 230 hektar som omfatter en række mere eller mindre sammenhængende skovområder på sydøstsiden af Vester Nebel Å.

## Skovrejsning
Harte skov er et resultat af Folketingets beslutning i 1980-erne om at fordoble Danmarks skovareal indenfor én trægeneration, dvs. ca. 80 år.  Skovrejsning blev gennemført mellem 1991 og 1993. Inden tilplantningen var området benyttet til landbrug, med græsningsdrift vest og syd for Brødsgård.  
Nordvest for skovrejsningsområdet var der trævegetation, på ådalens skrænter og langs med Vester Nebel å. Skovrejsningen skete gennem opkøb af flere gårde, som stadig er bevaret og bruges i området. Herunder Brødsgård, der i dag fungere som Koldings Landbomuseum. Det primære formål med skovrejsningen var at sikre et rekreativt naturtilbud til Kolding kommunes borgere. Sikring af en bæredygtig træproduktion blev også prioriteret. 
Harte skov har status som fredskov.  De bevarede græsningsoverdrev gør skoven åben og giver den besøgende mange smukke udkig over det stærkt kuperede terræn. 

## Rekreativ
Skoven indeholder en række afmærkede stier forbinder skovene, og bålpladser og teltpladser. Herunder en Hjertesti
Der er afmærkede stiruter i skoven, herunder stiruter til rasteplads- og benzintank ved Esbjergmotorvejen
En del af skoven, ved Harte Nord rasteplads fungerer som hundeskov.

## Andet
Jordbunden er en sandet, gruset smeltevandsaflejring, som dog er modeleret en del af isen, så skovrejsningens ”flade arealer” opviser også stedvis ganske megen topografisk variation. Skovrejsningsområdet afgrænses nordpå af Vester Nebel ådal, som skærer sig dybt ned moræneleret. Samtidigt er de nedre skråninger i smeltevandsdalen meget fugtige fordi vand trænger ud og disse nedre skråninger er derfor blandt de mest frodige områder på arealet.